# Eugeropteridae
Famille
Les Eugeropteridae sont une famille fossile d'insectes apparentés aux libellules et qui vivaient au Carbonifère.

## Répartition
Les fossiles de cette famille ont été découverts en Argentine et datent du Carbonifère.

## Liste des genres
Selon GBIF (14 mai 2025) :
- † Eugeropteron Riek & Kukalova-Peck, 1984 - genre type
- † Tupacsala Petrulevičius & Gutiérrez, 2016

## Systématique
Le nom valide de ce taxon est Eugeropteridae Riek (d), 1984. Son genre type est Eugeropteron Riek & Kukalova-Peck, 1984.

### Publication originale
- (fr + en) Edgar F. Riek et Jarmila Kukalová-Peck, « A new interpretation of dragonfly wing venation based upon Early Upper Carboniferous fossils from Argentina (Insecta: Odonatoidea) and basic character states in pterygote wings », Revue canadienne de zoologie, Éditions Sciences Canada, vol. 62, no 6,‎ juin 1984, p. 1150-1166 (ISSN 0008-4301 et 1480-3283, OCLC 39737158, DOI 10.1139/Z84-166).